# Eisenbahnerheim Wien

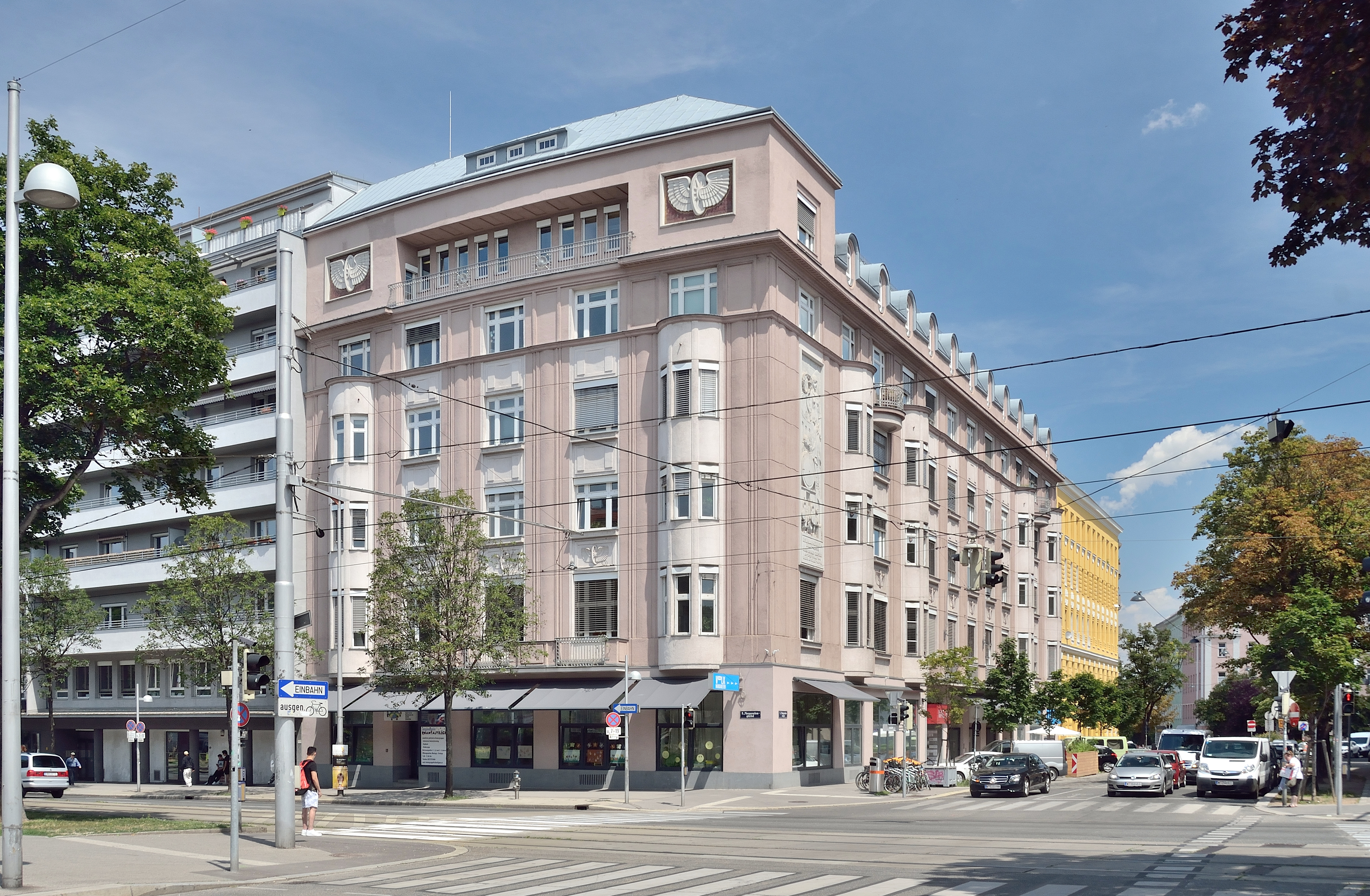
Eisenbahnerheim (Margaretengürtel, Wien)

Das Eisenbahnerheim in Wien wurde als Wohnhaus mit Kongresszentrum für den Verein der Eisenbahner errichtet.
Errichtet wurde das Gebäude von Hubert und Franz Gessner 1912/13 an der Kreuzung Margaretenstraße 166 beziehungsweise Margaretengürtel 136 und es wurde am 7. Dezember 1913 eröffnet. Es ist ein Betonständerbau in klassizierenden Formen, der durch Erker, Balkone und lisenenartige profilierte Ständer gegliedert ist. Die Fassaden sind mit den Flügelrädern, dem Symbol der Eisenbahn, und einer allegorischen Darstellung der Semmeringbahn geschmückt. An der Eckachse der Margaretenstraße befindet sich das über zwei Stockwerke gehende Relief eines Genius mit Kranz und Lokomotiven oberhalb einer Inschrift, die den Wiederaufbau des Gebäudes nach dem Zweiten Weltkrieg zum Inhalt hat.
Hier war bis 2010 die Gewerkschaft vida (bis 2006 Gewerkschaft der Eisenbahner) beheimatet.
Nach seiner Flucht aus Wien 1914, wurde die Privatbibliothek Leo Trotzkis ins Eisenbahnerheim Wien gebracht, wo sie bis zum Abtransport nach Russland 1918 verblieb.
Am 10. September 1944 wurde das Gebäude durch einen Bombenangriff beschädigt und in den Jahren 1945 und 1946 durch Leopold Scheibl wieder aufgebaut. Von 1961 bis 1963 wurde die Fassade im Erdgeschoßbereich durch Ferdinand Riedl (1920–2009) umgestaltet. Zusätzlich wurde am Margaretengürtel 138 das „Kongresshaus Wien“ angebaut, das aber mit April 2007 den Betrieb einstellte und einem Wohnhaus wich.
Im größten Teil des Erdgeschoßes befinden sich gegenwärtig Einrichtungen des neunerhauses.
Das Eisenbahnerheim verfügt noch über den historischen Veranstaltungssaal, der einst etwa 270 Personen Platz bot und von 1919 bis 28. August 1967, vielbesucht, als Eisenbahnerheim Kino bzw. Eisenbahnerheim Lichtspiele genutzt wurde. Später diente er einige Zeit als Lagerraum und ab 1991 dem Volkstheater als Probebühne. 2005 bis 2019 war er auch als Außenspielstätte des Theaters in Verwendung.
Im 4. Stockwerk befindet sich der Verein „Eisenbahnerheim – Zentrum 166“. Dieser Verein ist der Kulturverein der ehemaligen Gewerkschaft der Eisenbahner. Er unterhält auch ein Archiv, welches mit großen Enthusiasmus von den ehrenamtlichen Mitgliedern geführt wird. Ein großes Anliegen des Vereines ist neben dem Erhalt auch die Erweiterung der wertvollen Sammlung von historischen Dokumenten und Unterlagen aus der Geschichte der heimischen Eisenbahn und deren Arbeitnehmer.